# Europapokal der Pokalsieger 1985/86
Der Europapokal der Pokalsieger 1985/86 war die 26. Ausspielung des Wettbewerbs der europäischen Fußball-Pokalsieger. 31 Klubmannschaften nahmen teil, darunter 26 nationale Pokalsieger und 5 unterlegene Pokalfinalisten (Galway United, Fram Reykjavík, CS Universitatea Craiova, Tatabányai Bányász SC und Bangor City). Bulgarien meldete keine Mannschaft, da es nach der Annullierung des Pokalendspieles keinen Pokalsieger gab. Vereine aus England wurden nach der Katastrophe von Heysel für unbestimmte Zeit von der Teilnahme ausgeschlossen, so dass der FC Everton seinen Titel nicht verteidigen konnte.
Aus Deutschland waren DFB-Pokalsieger Bayer 05 Uerdingen, aus der DDR FDGB-Pokalsieger Dynamo Dresden, aus Österreich ÖFB-Cupsieger SK Rapid Wien und aus der Schweiz Cupsieger FC Aarau am Start.
Das Finale im Stade Municipal de Gerland von Lyon gewann Dynamo Kiew mit 3:0 gegen Atlético Madrid. Es war nach dem Gewinn von 1974/75 (auch mit einem 3:0-Finalsieg, dort gegen Ferencváros Budapest) der zweite Titel in diesem Wettbewerb für den Klub aus Kiew.
Torschützenkönige wurden Frank Lippmann von Dynamo Dresden sowie Ihor Bjelanow, Oleh Blochin und Alexander Sawarow vom Titelträger Dynamo Kiew mit jeweils fünf Toren.

## Modus
Die Teilnehmer spielten wie gehabt im reinen Pokalmodus mit Hin- und Rückspielen den Sieger aus. Gab es nach beiden Partien Torgleichstand, entschied die Anzahl der auswärts erzielten Tore (Auswärtstorregel). War auch deren Anzahl gleich, fand im Rückspiel eine Verlängerung statt, in der auch die Auswärtstorregel galt. Herrschte nach Ende der Verlängerung immer noch Gleichstand, wurde ein Elfmeterschießen durchgeführt. Das Finale wurde in einem Spiel auf neutralem Platz entschieden. Bei unentschiedenem Spielstand nach Verlängerung wäre der Sieger ebenfalls in einem Elfmeterschießen ermittelt worden.

## 1. Runde
Freilos:  Benfica Lissabon
Die Hinspiele fanden am 17./18./21. September, die Rückspiele am 2. Oktober 1985 statt.
|                      | Gesamt    |                          | Hinspiel | Rückspiel |
| -------------------- | --------- | ------------------------ | -------- | --------- |
| FC Żurrieq           | 00:12     | Bayer 05 Uerdingen       | 0:3      | 0:9       |
| Galatasaray Istanbul | (a)2:2(a) | Widzew Łódź              | 1:0      | 1:2       |
| AE Larisa            | 1:2       | Sampdoria Genua          | 1:1      | 0:1       |
| AS Monaco            | 2:3       | CS Universitatea Craiova | 2:0      | 0:3       |
| SK Rapid Wien        | 6:1       | Tatabányai Bányász SC    | 5:0      | 1:1       |
| HJK Helsinki         | 5:3       | Flamurtari Vlora         | 3:2      | 2:1       |
| Atlético Madrid      | 3:2       | Celtic Glasgow           | 1:1      | 2:1       |
| FC Utrecht           | 3:5       | Dynamo Kiew              | 2:1      | 1:4       |
| AIK Solna            | 13:00     | Red Boys Differdingen    | 8:0      | 5:0       |
| AEL Limassol         | 2:6       | Dukla Prag               | 2:2      | 0:4       |
| Fredrikstad FK       | (a)1:1(a) | Bangor City              | 1:1      | 0:0       |
| Roter Stern Belgrad  | 4:2       | FC Aarau                 | 2:0      | 12:2 1    |
| Lyngby BK            | 4:2       | Galway United            | 1:0      | 3:2       |
| Cercle Brügge        | (a)4:4(a) | Dynamo Dresden           | 3:2      | 1:2       |
| Fram Reykjavík       | 3:2       | Glentoran FC             | 3:1      | 0:1       |

## 2. Runde
Die Hinspiele fanden am 23. Oktober, die Rückspiele am 6. November (Roter Stern gegen Lyngby am 22.) 1985 statt.
|                          | Gesamt |                      | Hinspiel | Rückspiel |
| ------------------------ | ------ | -------------------- | -------- | --------- |
| Bayer 05 Uerdingen       | 3:1    | Galatasaray Istanbul | 2:0      | 1:1       |
| CS Universitatea Craiova | 2:5    | Dynamo Kiew          | 2:2      | 0:3       |
| Bangor City              | 0:3    | Atlético Madrid      | 0:2      | 0:1       |
| HJK Helsinki             | 3:7    | Dynamo Dresden       | 1:0      | 2:7       |
| Dukla Prag               | 3:2    | AIK Solna            | 1:0      | 2:2       |
| SK Rapid Wien            | 4:2    | Fram Reykjavík       | 3:0      | 1:2       |
| Benfica Lissabon         | 2:1    | Sampdoria Genua      | 2:0      | 0:1       |
| Lyngby BK                | 3:5    | Roter Stern Belgrad  | 2:2      | 1:3       |

## Viertelfinale

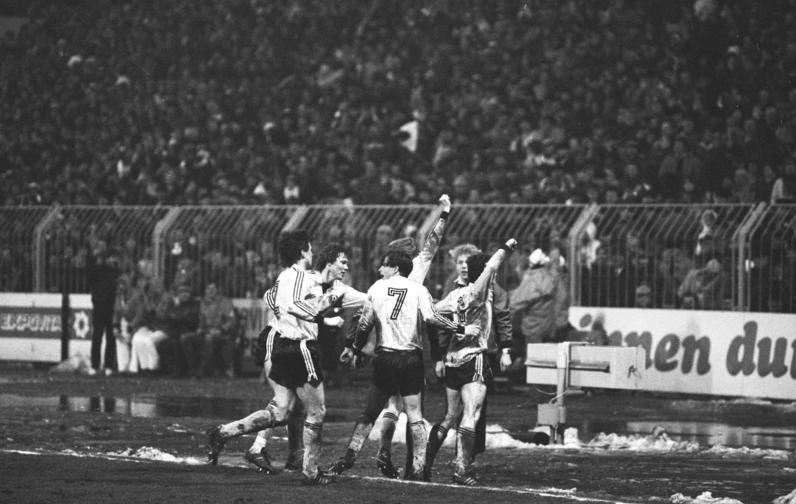
Jubel nach dem 1:0 durch Frank Lippmann (r.) in der 50. Minute. Mit ihm freuen sich Jörg Stübner (Nr. 7), Matthias Döschner (2. v. l.) und Andreas Trautmann. Die Dresdner gewannen das Spiel mit 2:0.

Die Hinspiele fanden am 5. März, die Rückspiele am 19. März 1986 statt.
|                     | Gesamt    |                    | Hinspiel | Rückspiel |
| ------------------- | --------- | ------------------ | -------- | --------- |
| Roter Stern Belgrad | 1:3       | Atlético Madrid    | 0:2      | 1:1       |
| Dukla Prag          | (a)2:2(a) | Benfica Lissabon   | 1:0      | 1:2       |
| Dynamo Dresden      | 5:7       | Bayer 05 Uerdingen | 2:0      | 3:7       |
| SK Rapid Wien       | 2:9       | Dynamo Kiew        | 1:4      | 1:5       |

Das Rückspiel zwischen Bayer 05 Uerdingen und Dynamo Dresden ging als Wunder von der Grotenburg in die Fußballgeschichte ein. Nach dem 0:2 im Hinspiel und einem 1:3-Rückstand zur Halbzeitpause benötigte Uerdingen noch fünf Tore, um in die nächste Runde einzuziehen. Nachdem der Dresdener Torhüter Bernd Jakubowski nach einem Foul von Wolfgang Funkel nicht mehr weiterspielen konnte und zur zweiten Halbzeit ausgewechselt wurde, gelang es den Krefeldern noch, sechs Tore zu erzielen, woran Ersatztorwart Jens Ramme größtenteils schuldlos war.

## Halbfinale
Die Hinspiele fanden am 2. April, die Rückspiele am 16. April 1986 statt.
|                 | Gesamt |                    | Hinspiel | Rückspiel |
| --------------- | ------ | ------------------ | -------- | --------- |
| Dynamo Kiew     | 4:1    | Dukla Prag         | 3:0      | 1:1       |
| Atlético Madrid | 4:2    | Bayer 05 Uerdingen | 1:0      | 3:2       |

## Finale
| Dynamo Kiew                                      | Dynamo Kiew | Atlético Madrid | Atlético Madrid |
| ------------------------------------------------ | --- | --- | --------------- |
| Dynamo Kiew                                      | \| 2. Mai 1986 in Lyon (Stade Municipal de Gerland) \| \| Ergebnis: 3:0 (1:0) \| \| Zuschauer: 50.000 \| \| Schiedsrichter: Franz Wöhrer ( Österreich) \| | \| 2. Mai 1986 in Lyon (Stade Municipal de Gerland) \| \| Ergebnis: 3:0 (1:0) \| \| Zuschauer: 50.000 \| \| Schiedsrichter: Franz Wöhrer ( Österreich) \|                                            | Atlético Madrid |
| Dynamo Kiew                                      | Wiktor Tschanow – Wolodymyr Bessonow – Serhij Baltatscha (38. Andrij Bal), Oleh Kusnezow – Anatolij Demjanenko , Iwan Jaremtschuk, Wassili Raz, Pawlo Jakowenko, Oleksandr Sawarow (70. Wadym Jewtuschenko) – Ihor Bjelanow, Oleh Blochin Cheftrainer: Walerij Lobanowskyj | Ubaldo Fillol – Arteche – Tomás , Ruiz García – Clemente, Julio Prieto, Roberto Marina, Quique Ramos, Jesús Landáburu (61. Quique Setién) – Jorge da Silva, Mario Cabrera Cheftrainer: Luis Aragonés | Atlético Madrid |
| Dynamo Kiew                                      | 1:0 Oleksandr Sawarow (4.) 2:0 Oleh Blochin (85.) 3:0 Wadym Jewtuschenko (87.) | | Atlético Madrid |
| Dynamo Kiew                                      | Tomás | | Atlético Madrid |
| 2. Mai 1986 in Lyon (Stade Municipal de Gerland) | | |                 |
| Ergebnis: 3:0 (1:0)                              | | |                 |
| Zuschauer: 50.000                                | | |                 |
| Schiedsrichter: Franz Wöhrer ( Österreich)       | | |                 |